# Distrikt Salzwedel (1807–1810)

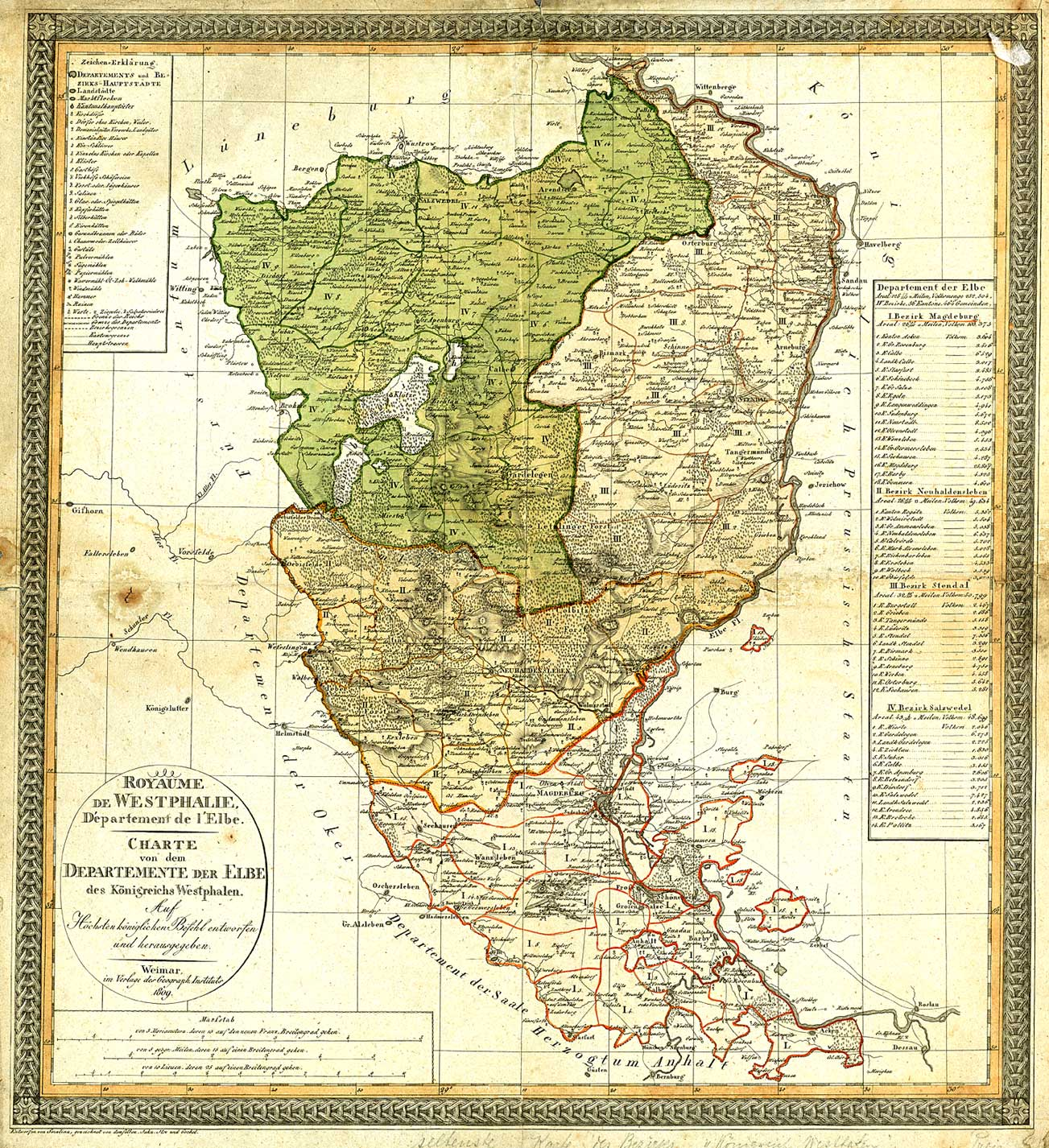
Departement der Elbe (1808). Der Distrikt Salzwedel ist der westliche Distrikt.

Der Distrikt Salzwedel war eine Verwaltungseinheit im Departement der Elbe im Königreich Westphalen. Er wurde durch das Königliche Dekret vom 24. Dezember 1807 gebildet und bestand in diesem Gebietsumfang bis Juli 1810. Im Juli 1810 wurde er aufgelöst und ein neuer Distrikt Salzwedel im Departement der Nieder-Elbe mit einem etwas anderen Gebietsumfang gegründet. Schon Anfang März 1811 wurde das Departement Nieder-Elbe wieder aufgelöst und der (neue) Distrikt Salzwedel dem Departement der Elbe zugewiesen. Mit dem Ende des Königreichs Westphalen Ende 1813 löste sich auch dessen Verwaltungsgliederung auf und die vorherigen Verwaltungsstrukturen wurden wiederhergestellt.

## Geschichte
Mit dem Frieden von Tilsit musste das Königreich Preußen u. a. das Herzogtum Magdeburg und auch die Altmark an das Königreich Westphalen abtreten. Aus der Altmark und dem Herzogtum Magdeburg sowie den vom Königreich Sachsen abgetretenen Grafschaft Barby und dem Amt Gommern wurde durch das Königliche Dekret vom 24. Dezember 1807 das Departement der Elbe mit seinen vier Distrikten Magdeburg, Neuhaldensleben, Salzwedel und Stendal gebildet, Der Distrikt Salzwedel umfasste Gebiete, die vorher zum Salzwedelischen Kreis, Tangermündeschen Kreis, den Arendseeischen Kreis und Seehausenschen Kreis der Mark Brandenburg gehörten. Der Distrikt Salzwedel im Departement der Elbe war in 15 Kantone (Cantons) untergliedert (in der Reihenfolge wie im Bulletin, Einwohnerzahlen nach dem Werk Königreich Westphalen):
- Kanton Mieste mit sieben Gemeinden (2046 Einwohner)
- Kanton Gardelegen mit sieben Gemeinden (6273 Einwohner)
- Landkanton Gardelegen mit zehn Gemeinden (2225 Einwohner)
- Kanton Zichtau mit acht Gemeinden (1830 Einwohner)
- Kanton Brome (Kanton Brohme, auch Kanton Nettgau)[3] Dies war zu diesem Zeitpunkt ein Irrtum,[4] denn Brome gehörte zum Kurfürstentum Hannover (erst zum 1. September 1810 wurde Brome an das Königreich Westphalen angeschlossen und dem Distrikt Salzwedel einverleibt) mit sieben Gemeinden (1376 Einwohner)
- Kanton Klötze (Kanton Clötze, auch Kanton Ristedt[3]) Die Zuordnung von Klötze zum Distrikt Salzwedel war zu diesem Zeitpunkt ein Irrtum.[4] Das Amt Klötze gehörte auch weiterhin zum Kurfürstentum Hannover (erst zum 1. September 1810 wurde das Amt Klötze an das Königreich Westphalen angeschlossen und dem Distrikt Salzwedel einverleibt) mit neun Gemeinden (1.640 Einwohner)
- Kanton Kalbe (Kanton Calbe) mit zehn Gemeinden (3.435 Einwohner)
- Kanton Groß Apenburg (auch Kanton Großapenburg) mit zehn Gemeinden (2.606 Einwohner)
- Kanton Beetzendorf (Kanton Betzendorf) mit elf Gemeinden (3.205 Einwohner)
- Kanton Diesdorf mit 14 Gemeinden (3.712 Einwohner)
- Kanton Salzwedel mit acht Gemeinden (7.427 Einwohner)
- Landkanton Salzwedel mit sechs Gemeinden (2.236 Einwohner)
- Kanton Arendsee mit 15 Gemeinden (4.856 Einwohner)
- Kanton Bretsch (Kanton Bretsche) mit neun Gemeinden (2.645 Einwohner)
- Kanton Pollitz mit neun Gemeinden (3.167 Einwohner)

Nach dem Bulletin hatte der Distrikt Salzwedel 50.566 Einwohner. Im Werk Das Königreich Westphalen wird die Bevölkerungszahl dagegen mit 48.679 Einwohnern angegeben. Die Fläche des Distrikts Salzwedel betrug 43,04 Quadratmeilen. Der Sitz des Unterpräfekten, des Zivilgerichtes, des Distriktrates und der Gendarmeriebrigade befand sich in Salzwedel.
1810 wurden – mit administrativer Wirkung vom 1. September 1810 – die Gebiete des Kurfürstentum Hannover an das Königreich Westphalen angeschlossen und aus diesen Gebieten sowie einigen Gebieten, die bereits zum Königreich Westphalen gehörten, drei neue Departements, das Norddepartement (nur wenig später in das Departement der Elbe- und Weser-Mündung umbenannt), das Departement der Nieder-Elbe und das Departement der Aller gebildet.
Zum selben Zeitpunkt wurde der Distrikt Salzwedel im Departement der Elbe aufgelöst, wie der Gesetzestext besagt. Im Norden wurden die Kantone Bretsche und Pollitz an den Distrikt Stendal angeschlossen. Im Süden wurden die vier Kantone Mieste, Gardelegen (Stadt), Gardelegen (Land) und Zichtau an den Distrikt Neuhaldensleben angegliedert.
Zum 1. September 1810 wurde aber ein neuer Distrikt Salzwedel im Departement der Nieder-Elbe gegründet, der auch acht Kantone des aufgelösten Distrikts Salzwedels des Departement der Elbe enthielt. Im Westen erhielt er fünf aus Gebieten des annektierten Kurfürstentum Hannover neu gebildete Kantone. Im März 1811 wurde das Departement der Nieder-Elbe aufgelöst, der (neue) Distrikt Salzwedel wurde im obigen Gebietsumfang an das Departement der Elbe überwiesen.